# Canal Henriëttewaard
Le canal Henriëttewaard (en néerlandais : Kanaal Henriëttewaard) également connu sous le nom de canal de la Dieze (Diezekanaal) est un canal néerlandais court du Brabant-Septentrional.

## Géographie
Situé entièrement sur le territoire de la commune de Bois-le-Duc, le canal a été creusé au milieu du XIXe siècle, pour améliorer la connexion entre la Meuse et le centre de Bois-le-Duc. Le canal forme un embranchement de la Dieze. Le canal passe à l'est d'Engelen et près de l'ancien Fort de Crèvecœur pour rejoindre la Meuse au nord d'Engelen, à quelques kilomètres à l'est de Bokhoven.
Les terres comprises entre le canal, la Dieze et la Meuse s'appellent Henriëttewaard.

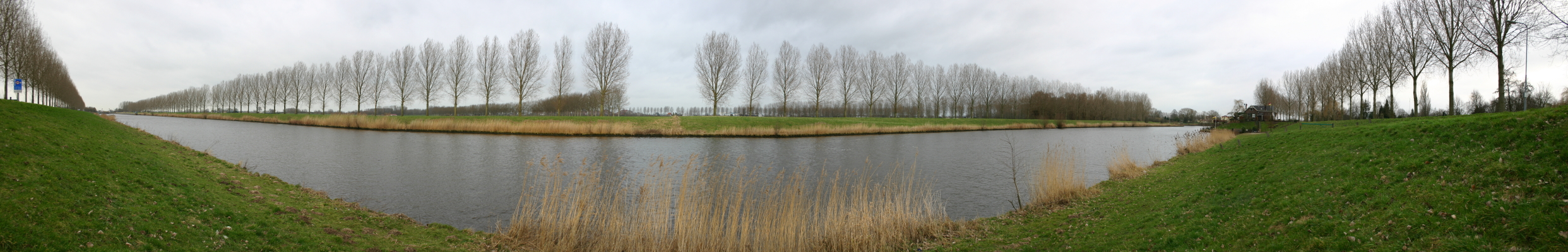
Le canal de la Dieze.

## Source
- (nl) Cet article est partiellement ou en totalité issu de l’article de Wikipédia en néerlandais intitulé « Diezekanaal » (voir la liste des auteurs).